# Chloe x Halle
Chloe x Halle es un dúo de R&B contemporáneo estadounidense, formado por las hermanas, Chloe y Halle Bailey (nacidas el 1 de julio de 1998 y el 27 de marzo de 2000, respectivamente). A una edad temprana, las hermanas actuaron en papeles menores de actuación antes de mudarse de Mableton, Georgia, a Los Ángeles en 2012. Las dos comenzaron a publicar versiones musicales en YouTube y fueron reconocidas por Beyoncé, quien se convirtió en su mentora y luego las firmó con su sello, Parkwood Entertainment. Posteriormente lanzaron el EP Sugar Symphony (2016) y el mixtape The Two of Us (2017).
El dúo ganó más prominencia después de protagonizar la comedia Grown-ish (2018-presente) y lanzar su álbum debut The Kids Are Alright (2018), por el que obtuvieron dos nominaciones a los Premios Grammy, incluyendo «mejor artista nuevo» y «mejor álbum urbano contemporáneo». En 2020, lanzaron su segundo álbum de estudio Ungodly Hour con elogios de la crítica, lo que les valió otras tres nominaciones a los premios Grammy, incluyendo «mejor álbum de R&B progresivo», «mejor canción de R&B» por «Do It» y «mejor interpretación de R&B tradicional» por «Wonder What She Thinks of Me». El sencillo principal del álbum, «Do It», se convirtió en la primera canción del dúo en aparecer en Billboard Hot 100 y Hot R&B/Hip-Hop Songs, alcanzando el puesto 63 y 23 respectivamente. El álbum alcanzó el puesto 16 y el número 11 en la lista Billboard 200 y la lista de álbumes Hot R&B/Hip-Hop, respectivamente, convirtiéndose en el pico más alto del dúo en la primera lista y el primero en la segunda.

## Biografía y carrera artística

### 1998-2015: Inicios de vida y carrera
Chloe Elizabeth Bailey y Halle Lynn Bailey, nacieron en Atlanta, Georgia el 1 de julio de 1998 y el 27 de marzo de 2000, respectivamente. Las dos fueron criadas en Mableton, Georgia por sus padres Courtney y Doug Bailey y luego se mudaron con ellos a Los Ángeles a mediados de 2012. Mientras estaban en Georgia, las dos interpretaron papeles menores en películas, incluyendo The Fighting Temptations (2003), protagonizada por Beyoncé, donde Chloe actuó en solitario, y la película para televisión de Disney Let It Shine (2012). Su padre comenzó a enseñarles a escribir canciones a los diez y ocho años. Lanzaron un canal de YouTube a las edades de 13 y 11 años respectivamente, con una versión de «Best Thing I Never Had» de Beyoncé. Actuaron por primera vez como Chloe x Halle cuando subieron versiones de canciones pop a este canal. El dúo hizo su debut en un programa de entrevistas cuando aparecieron en The Ellen DeGeneres Show en abril de 2012. Fueron coronadas por Radio Disney como las ganadoras de la quinta temporada de The Next Big Thing en diciembre de 2012, y, en consecuencia, hicieron un cameo en la serie original de Disney Channel Austin & Ally interpretando la canción «Unstoppable» en septiembre de 2013.
Después de ganar reconocimiento con sus videos de YouTube y proyectos de Disney, el dúo lanzó de forma independiente un proyecto de cuatro pistas titulado Uncovered en septiembre de 2013. El lanzamiento se compuso de versiones de las canciones pop «Applause», «We Can't Stop», «Roar» y «Wrecking Ball». Su interpretación de diciembre de 2013 de «Pretty Hurts» de Beyoncé se volvió viral y llamó la atención de la cantante. En 2015, firmó al dúo de hermanas con su compañía de administración, Parkwood Entertainment, con un acuerdo de $1 millón por seis álbumes. El dúo hizo un cameo en su álbum visual Lemonade (2016), y aceptó el premio BET por «Viewer's Choice» en su nombre en 2016.

### 2016-2017:Sugar SymphonyyThe Two of Us
Chloe x Halle hicieron su debut profesional con el EP, Sugar Symphony, que fue lanzado bajo Parkwood el 29 de abril de 2016. El sencillo debut del dúo y el sencillo principal del EP «Drop» se lanzaron a principios de abril. Fue acompañado por el segundo y último sencillo del EP «Fall» en septiembre de 2016. El dúo interpretó la canción además de «Baby Bird» y «This is For My Girls» en el Easter Egg Roll de la Casa Blanca, donde fueron presentadas por Michelle Obama. Antes de esto, Chloe x Halle también actuó como acto de apertura de la discusión principal de Obama en el Festival de Música SXSW en marzo de 2016. También interpretaron «Drop» en los BET Awards 2016. Chloe x Halle sirvió más tarde como acto de apertura de Beyoncé para la etapa europea de The Formation World Tour. El dúo también apoyó a la cantante estadounidense Andra Day en su gira Cheers to the Fall a finales de 2016.
En la primavera de 2017, Chloe x Halle lanzaron su mixtape aclamado por la crítica, The Two of Us, que presentaba nueva música en su mayoría escrita y producida por el dúo. El mixtape apareció en la lista de los mejores álbumes de R&B de 2017 de la revista Rolling Stone. En abril de 2017, el dúo interpretó el himno nacional de Estados Unidos para comenzar el Draft de la NFL de 2017. Chloe x Halle lanzó el tema principal de la serie de televisión Grown-ish, titulado «Grown», en diciembre de 2017. Fueron agregadas al elenco como habituales de la serie, después de firmar inicialmente para roles recurrentes. Su canción «The Kids Are Alright» apareció en el debut de la serie.

### 2018-2019:The Kids Are Alright
Tanto «Grown» como «The Kids Are Alright» fueron los sencillos principales y secundarios, respectivamente, del álbum de estudio debut de Chloe x Halle, The Kids Are Alright, que anunciaron a fines de febrero de 2018. El álbum también se combina con una imagen. Su sencillo «Warrior» apareció tanto en la banda sonora de la película A Wrinkle in Time (2018) como en su álbum debut. El dúo interpretó la canción «America the Beautiful» en Wrestlemania XXXIV a principios de abril de 2018. Chloe x Halle lanzó su álbum de estudio debut, The Kids Are Alright, el 23 de marzo de 2018, con gran éxito de crítica. Para promocionar el álbum, Chloe x Halle interpretó «Happy Without Me» y «The Kids Are Alright» en Jimmy Kimmel Live!.

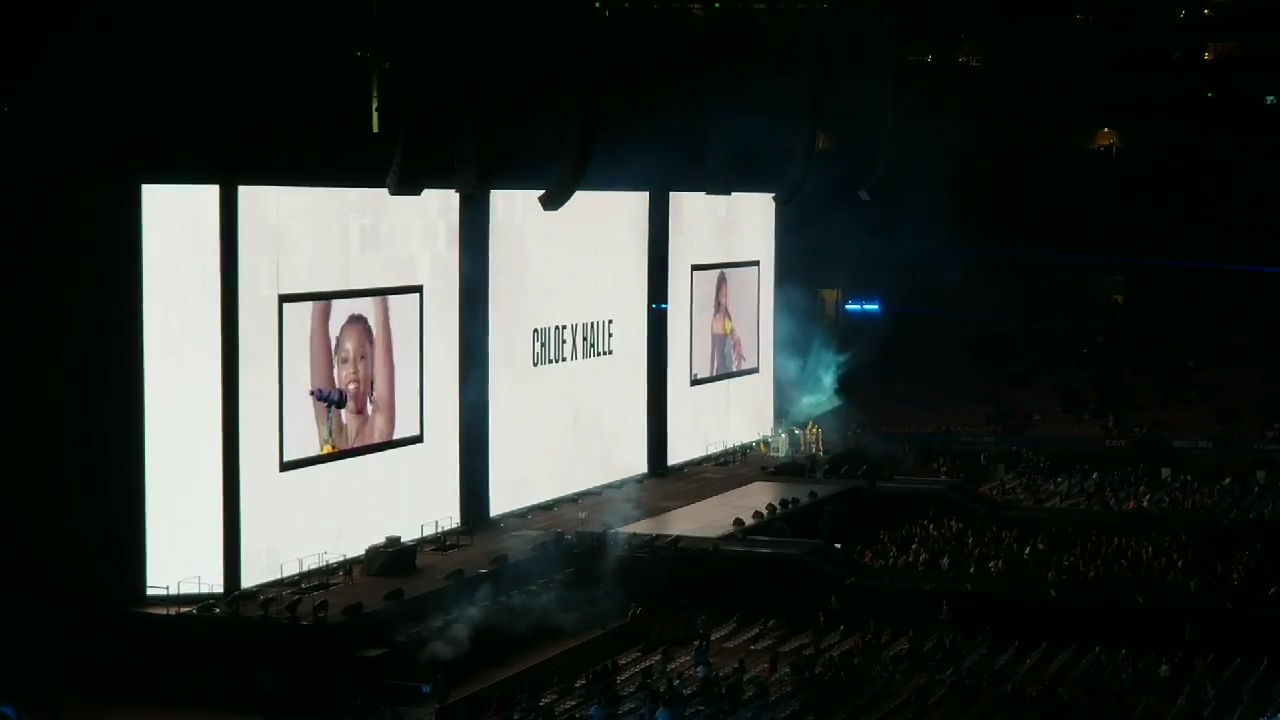
Chloe x Halle abriendo para Beyoncé en Los Ángeles durante la On the Run II Tour.

La actuación de Chloe x Halle en el Festival de Música y Artes de Coachella Valley fue bien recibida por los críticos. El 31 de mayo de 2018, se anunció que serían el acto de apertura de la etapa estadounidense de la gira On the Run II de Beyonce y Jay-Z, junto con DJ Khaled. Chloe x Halle fueron nominadas a dos premios Grammy en diciembre de 2018, a saber, «mejor artista nuevo» y «mejor álbum urbano contemporáneo» (por The Kids Are Alright). En la ceremonia, honraron al músico estadounidense Donny Hathaway interpretando su sencillo de 1972 «Where Is the Love», y además entregaron el premio al «mejor álbum de rap» a Cardi B. La interpretación de Chloe x Halle de «America the Beautiful» en el Super Bowl LIII fue elogiada por su mentora Beyoncé, además de varias publicaciones de noticias. En abril de 2019, Chloe x Halle logran tener participación en el disco inspirado por la serie de HBO, basada en los libros de George R.R. Martin, Game of Thrones, con el tema «Wolf at Your Door». En dicho disco, se encuentran muchos artistas como ASAP Rocky, A.Chal, Rosalía, Ellie Goulding, James Arthur, Lil Peep, SZA, The Weeknd, Travis Scott, Ty Dolla Sign, X Ambassadors, entre otros artistas.
En julio de 2019, Disney anunció que Halle Bailey había sido elegida como la princesa Ariel en el próximo remake de acción en vivo de La sirenita, que será dirigida por Rob Marshall. También grabará e interpretará la banda sonora de la película. El casting de Halle Bailey como Ariel causó una pequeña cantidad de controversia, y algunos afirmaron que elegir a una afroamericana para el papel de Ariel fue infiel al personaje original. Las páginas de Facebook e Instagram dedicadas a 'defender a Ariel' comenzaron a surgir en esta época, y con frecuencia compartían argumentos racistas contra el casting de Halle y las imágenes estereotipadas de mujeres negras como sirenas. Disney respondió al público con una carta abierta defendiendo su casting.
El dúo apareció y actuó en el programa de televisión Wild 'n Out de la personalidad de los medios estadounidenses Nick Cannon a fines de julio de 2019. En septiembre de 2019, su versión de «Enchanted» de The Platters apareció en el montaje de recapitulación del arco de Jesse Pinkman en Breaking Bad para coincidir con la película de Netflix El Camino: A Breaking Bad Movie.

### 2020-2021:Ungodly Hour
El 17 de abril de 2020, Chloe x Halle y Swae Lee lanzaron «Catch Up», una colaboración con Mike Will Made It, junto con un video lírico, y el 14 de mayo de 2020, el dúo lanzó el sencillo, «Do It» y anunció su segundo álbum Ungodly Hour. Al día siguiente, «Forgive Me» fue anunciado como el segundo sencillo, lanzado junto con un video. Lanzaron Ungodly Hour el 12 de junio de 2020, con elogios de la crítica. El álbum debutó en el puesto 16 en la lista Billboard 200 con 24.000 unidades vendidas. «Do It» también se convirtió en su primera entrada en el Billboard Hot 100, debutando en el número 83, en la lista del 27 de junio de 2020. Interpretaron la canción en la 31.ª edición de los GLAAD Media Awards, así como en los BET Awards 2020, que fue donde también interpretaron «Forgive Me» por primera vez. En medio de la pandemia de COVID-19, Chloe x Halle también interpretó «Do It» en el evento de graduación virtual Dear Class of 2020 a principios de junio de 2020, así como en The Today Show, y Jimmy Kimmel Live!. El 30 de agosto, el dúo interpretó la canción principal, «Ungodly Hour», durante el pre-show de los MTV Video Music Awards de 2020. Chloe x Halle interpretó el himno nacional estadounidense en el juego de inicio de la temporada 2020 de la NFL en septiembre de 2020. A principios de septiembre de 2020, Chloe x Halle lanzó un remix de su sencillo «Do It» con Doja Cat, City Girls y Mulatto. El dúo fue anfitrión de los premios Glamour Women of the Year Awards en octubre de 2020. En noviembre de 2020, recibieron nominaciones para «Álbum del año», «canción del año», «video del año», «mejor interpretación de baile» y el «premio al compositor de Ashford y Simpson» en los Soul Train Music Awards de 2020. También recibieron nominaciones a «mejor álbum de R&B progresivo», «mejor canción de R&B» y «mejor interpretación de R&B tradicional» en la próxima 63.ª edición de los Premios Grammy. El 15 de noviembre, el dúo interpretó la canción principal del álbum, «Ungodly Hour», en la 46th edición de los People's Choice Awards, donde fueron nominadas para el Grupo de 2020. En diciembre de 2020, Chloe x Halle apareció en el evento The Disney Holiday Singalong y realizó «Do You Want to Build a Snowman?». En breve interpretaron las canciones «Don't Make It Harder on Me», «Baby Girl», «Do It», «Ungodly Hour» y «Wonder What She Thinks of Me» en su NPR Tiny Desk Concert en diciembre de 2020. También interpretaron «Baby Girl» en la ceremonia de Billboard Women in Music 2020, donde Beyoncé les otorgó el premio «Rising Star».
El 24 de febrero de 2021, se lanzó un video musical de la canción principal del álbum «Ungodly Hour». Después de esto, Ungodly Hour (Chrome Edition), una reedición del álbum, fue lanzado el 26 de febrero de 2021. La reedición incluiría dos canciones nuevas y un lanzamiento en vinilo por primera vez.
El 8 de octubre de 2021, se anunció que Chloe x Halle estaría entre los homenajeados en el evento Ebony Power 100 de 2021 el 23 de octubre en Los Ángeles. Chloe x Halle fueron nombradas como estrellas en ascenso en el grupo de NextGen.

## Arte
Chloe x Halle escriben y arreglan todas sus canciones en el estudio de su casa. También son músicos autodidactas. Halle disfruta del jazz y ha estado escuchando a Billie Holiday desde una edad temprana. Ella ha citado a la cantante como una de las principales influencias en su voz. Chloe, la productora principal, se inspira en artistas como Grimes, Missy Elliott y Tune-Yards, así como en algunos artistas de R&B. El dúo describe su estilo de música como «confeti» debido a su naturaleza «armoniosa» junto con «ritmos pesados y tambores 808 que se unen como una sinfonía». Chloe x Halle también han notado que su estilo musical es una combinación de sus gustos musicales. Han dicho: «A mi hermana y a mí nos gusta hacer música que tenga sonidos y matices interesantes».

## Discografía

### Álbumes de estudio
- 2018: The Kids Are Alright[54]
- 2020: Ungodly Hour

### EP
- 2013: Uncovered
- 2016: Sugar Symphony

### Mixtapes
- 2017: The Two of Us

### Sencillos
| «Drop»                                                                   | 2016 | —  | —  | —  | —  | —  |                 | Sugar Symphony       |
| «Fall»                                                                   | 2016 | —  | —  | —  | —  | —  |                 | Sugar Symphony       |
| «Grown» (de Grown-ish)                                                   | 2018 | —  | —  | —  | —  | —  |                 | The Kids Are Alright |
| «The Kids Are Alright»                                                   | 2018 | —  | —  | —  | —  | —  |                 | The Kids Are Alright |
| «Happy Without Me» (con Joey Badass)                                     | 2018 | —  | —  | —  | —  | —  |                 | The Kids Are Alright |
| «Catch Up» (con Swae Lee & Mike Will Made It)                            | 2020 | —  | —  | —  | —  | —  |                 | Ungodly Hour         |
| «Do It» (sola o remix con Doja Cat, City Girls & Mulatto)                | 2020 | 63 | 23 | 6  | 17 | 20 | - RIAA: Platino | Ungodly Hour         |
| «Forgive Me»                                                             | 2020 | —  | —  | 10 | —  | 28 |                 | Ungodly Hour         |
| «—» indica elementos que no se lanzaron en ese país o no se registraron. |      |    |    |    |    |    |                 |                      |

## Filmografía

### Cine
| Año  | Película                 | Chloe                 | Halle                 |
| ---- | ------------------------ | --------------------- | --------------------- |
| 2003 | The Fighting Temptations | Little Lilly          |                       |
| 2006 | Last Holiday             | Anna                  | Tina                  |
| 2008 | Meet the Browns          | Tosha                 |                       |
| 2009 | Gospel Hill              | Anna                  |                       |
| 2012 | Let It Shine             | Cantante Coral        | Cantante Coral        |
| 2012 | Joyful Noise             | Miembro del coro OLPT | Miembro del coro OLPT |

### Televisión
| Año           | Serie                                  | Chloe        | Halle        | Nota                                                              |
| ------------- | -------------------------------------- | ------------ | ------------ | ----------------------------------------------------------------- |
| 2007          | Tyler Perry's House of Payne           |              | Tiffany      | Episodio: «Why Can't We Be Friends»                               |
| 2013          | Austin & Ally                          | Ellas mismas | Ellas mismas | Episodio: «Moon Week & Mentors»                                   |
| 2016          | Lemonade                               | Ellas mismas | Ellas mismas | «All Night» (apertura con Ibeyi, Zendaya & Amandla Stenberg)      |
| 2018-presente | Grown-ish                              | Jazlyn       | Skylar       | Reparto recurrente (1x01-1x03); Reparto principal (1x04-presente) |
| 2018          | Wild 'n Out                            | Ellas mismas | Ellas mismas | Episodio: «Chloe x Halle»                                         |
| 2020          | The Disney Family Singalong: Volume II | Ellas mismas | Ellas mismas | Especial de televisión                                            |
| 2020          | The Disney Holiday Singalong           | Ellas mismas | Ellas mismas | Especial de televisión                                            |

## Giras

### Como actos de apertura
- Beyoncé – The Formation World Tour (2016)
- Andra Day – Cheers to the Fall Tour (2016)[7]
- Jay-Z & Beyoncé – On the Run II Tour (2018)[19]

## Premios y nominaciones
| Año  | Premio                    | Categoría                                                      | Trabajo                        | Resultado | Ref.          |
| ---- | ------------------------- | -------------------------------------------------------------- | ------------------------------ | --------- | ------------- |
| 2012 | Radio Disney Music Awards | The Next Big Thing                                             | Ellas mismas                   | Ganadoras |               |
| 2017 | NAACP Image Awards        | Nueva artista destacada                                        | Ellas mismas                   | Nominadas | [ 63 ]        |
| 2018 | BET Awards                | Mejor grupo                                                    | Ellas mismas                   | Nominadas | [ 64 ]        |
| 2018 | BET Awards                | Her Award                                                      | The Kids Are Alright           | Nominadas | [ 64 ]        |
| 2018 | MTV Video Music Awards    | Mejor artista nuevo                                            | Ellas mismas                   | Nominadas | [ 65 ]        |
| 2018 | MTV Video Music Awards    | Artista Push del año                                           | Ellas mismas                   | Nominadas | [ 65 ]        |
| 2018 | MTV Europe Music Awards   | Mejor actuación push                                           | Ellas mismas                   | Nominadas | [ 66 ]        |
| 2018 | Soul Train Music Awards   | Álbum del año                                                  | The Kids Are Alright           | Nominadas | [ 67 ]        |
| 2019 | Premios Grammy            | Mejor artista nuevo                                            | Ellas mismas                   | Nominadas | [ 68 ]        |
| 2019 | Premios Grammy            | Mejor álbum urbano contemporáneo                               | The Kids Are Alright           | Nominadas | [ 68 ]        |
| 2019 | BET Awards                | Mejor grupo                                                    | Ellas mismas                   | Nominadas | [ 69 ]        |
| 2019 | Berlin Music Video Awards | Mejor editor (para Andrew Morrow, Cara Stricker & Andre Jones) | The Kids Are Alright           | Tercera   | [ 70 ]        |
| 2020 | BET Awards                | Mejor grupo                                                    | Ellas mismas                   | Nominadas | [ 71 ]        |
| 2020 | MTV Video Music Awards    | Mejor grupo                                                    | Ellas mismas                   | Nominadas | [ 72 ]        |
| 2020 | MTV Video Music Awards    | Mejor R&B                                                      | «Do It»                        | Nominadas | [ 72 ]        |
| 2020 | MTV Video Music Awards    | Mejor desempeño en cuarentena                                  | «Do It»                        | Nominadas | [ 72 ]        |
| 2020 | People's Choice Awards    | Group of 2020                                                  | Ellas mismas                   | Nominadas | [ 73 ]        |
| 2020 | MTV Europe Music Awards   | Mejor grupo                                                    | Ellas mismas                   | Nominadas | [ 74 ]        |
| 2020 | Soul Train Music Awards   | Álbum del año                                                  | Ungodly Hour                   | Nominadas | [ 75 ]        |
| 2020 | Soul Train Music Awards   | Premio al compositor de Ashford y Simpson                      | «Do It»                        | Nominadas | [ 75 ]        |
| 2020 | Soul Train Music Awards   | Mejor actuación de baile                                       | «Do It»                        | Nominadas | [ 75 ]        |
| 2020 | Soul Train Music Awards   | Canción del año                                                | «Do It»                        | Nominadas | [ 75 ]        |
| 2020 | Soul Train Music Awards   | Video del año                                                  | «Do It»                        | Nominadas | [ 75 ]        |
| 2020 | Billboard Women in Music  | Premio Estrella en ascenso                                     | Ellas mismas                   | Ganadoras | [ 76 ]        |
| 2021 | Premios Grammy            | Mejor álbum de R&B progresivo                                  | Ungodly Hour                   | Nominadas | [ 77 ]        |
| 2021 | Premios Grammy            | Mejor canción de R&B                                           | «Do It»                        | Nominadas | [ 77 ]        |
| 2021 | Premios Grammy            | Mejor interpretación de R&B tradicional                        | «Wonder What She Thinks of Me» | Nominadas | [ 77 ]        |
| 2021 | NAACP Image Awards        | Dúo, grupo o colaboración excepcional (contemporáneo)          | «Do It»                        | Nominadas | [ 78 ] [ 79 ] |
| 2021 | NAACP Image Awards        | Dúo, grupo o colaboración excepcional (tradicional)            | «Wonder What She Thinks of Me» | Ganadoras | [ 78 ] [ 79 ] |
| 2021 | NAACP Image Awards        | Mejor video musical / álbum visual                             | «Do It»                        | Nominadas | [ 78 ] [ 79 ] |
| 2021 | NAACP Image Awards        | Canción sobresaliente de Soul/R&B                              | «Do It»                        | Ganadoras | [ 78 ] [ 79 ] |
| 2021 | iHeartRadio Music Awards  | Mejor nueva artista de R&B                                     | Ellas mismas                   | Nominadas | [ 80 ]        |
| 2021 | iHeartRadio Music Awards  | Coreografía de video musical favorita                          | «Do It»                        | Nominadas | [ 80 ]        |
| 2021 | BET Awards                | Álbum del año                                                  | Ungodly Hour                   | Nominadas | [ 81 ]        |
| 2021 | BET Awards                | Mejor grupo                                                    | Ellas mismas                   | Nominadas | [ 81 ]        |
| 2021 | BET Awards                | Her Award                                                      | «Baby Girl»                    | Nominadas | [ 81 ]        |
| 2021 | BET Awards                | Video del año                                                  | «Do It»                        | Nominadas | [ 81 ]        |